# Multicortadora
Uma multicortadora oscilante (ou simplesmente multicortadora), multiferramenta oscilante ou lixadeira multifunção é uma ferramenta elétrica de oscilação (em vez de rotação ou vaivém), alimentada por bateria ou rede elétrica. O nome "multiferramenta" é uma referência às muitas funções que essa ferramenta pode executar com o conjunto de acessórios disponíveis para serrar, lixar, limar, moer, raspar, cortar, e polir. 
O uso de um deslocamento em uma lâmina ajustada permite que a ferramenta corte nivelada com uma superfície. Isso é particularmente útil ao colocar o piso ao longo de um rodapé, cortando o rodapé para permitir que o painel deslize para baixo para obter um acabamento limpo. A forma pequena dessas ferramentas e a capacidade de montar a lâmina ou acessório em qualquer orientação permitem cortar áreas que, de outra forma, seriam praticamente inacessíveis. A capacidade de cortar um recesso complexo ou preciso sem a necessidade de remover a peça de trabalho de onde está fixa aumenta muito a produtividade. Cortes pequenos e precisos são possíveis mesmo em grãos finais. Uma pequena tira pode ser facilmente removida do corte de madeira por muito tempo para um ajuste perfeito.
O acessório é montado na ferramenta por um mecanismo que permite que o acessório seja rapidamente girado para frente e para trás (oscilado). Isso cria atrito com os acessórios de lixar ou movimentos rápidos de corte com os acessórios de serra e retificação. O ângulo estreito de oscilação permite um controle preciso sobre a ferramenta, pois ela não chuta como uma lata de ferramenta rotativa ou alternativa. O ângulo de oscilação cria um atrito crescente mais distante do centro da ferramenta, pois essas áreas percorrem uma distância maior. O atrito aumentado é particularmente aparente com os acessórios de lixamento e retificação triangulares que permitem ao operador alcançar cantos e espaços confinados, uma característica exclusiva desse tipo de ferramenta elétrica. Os acessórios da lâmina de serra usam o ângulo de oscilação da mesma maneira.
A lâmina oscilante não limpa a limalha da mesma maneira que uma lâmina rotativa; portanto, é necessário mover a ferramenta para frente e para trás para permitir que a serragem acumulada saia da área de corte.
Melhorias na tecnologia da bateria, como a bateria de íon-lítio, permitiram ferramentas que podem ser pequenas em tamanho e peso, mas ainda funcionam bem o suficiente para competir com equivalentes alimentados por rede, liberando o usuário das restrições de cabos.

## Lâminas e acessórios

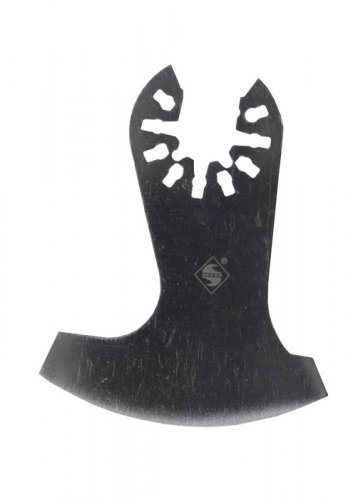
Lâmina raspadora para uma ferramenta elétrica oscilante

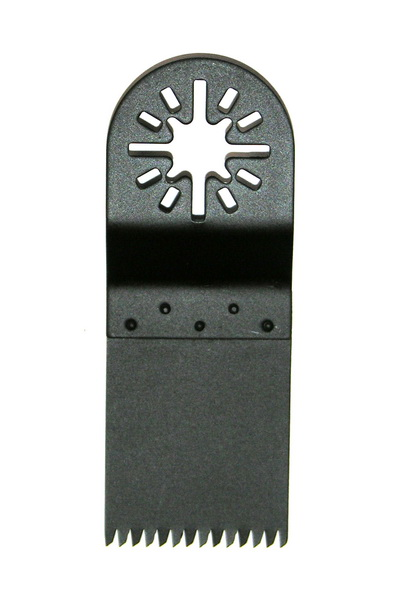
Lâmina de serra para uma ferramenta elétrica oscilante

Vários acessórios e lâminas estão no mercado, oferecendo a essas máquinas uma ampla variedade de usos. As lâminas podem ser separadas em 5 categorias principais: corte, ladrilho, rejunte e alvenaria, lixamento, raspagem e polimento.
As lâminas de corte são lâminas de serra padrão com várias configurações de dentes para cortar diferentes materiais. Elas são lâminas retas com os dentes na extremidade, permitindo ao usuário "mergulhar o corte" diretamente no material que estão cortando ou lâminas circulares. As lâminas bimetálicas oferecem dentes endurecidos menores que permitem ao usuário cortar metais macios, e as populares lâminas de dentes japonesas têm dentes grandes que cortam madeira rapidamente, mas não podem cortar metal
Os acessórios para ladrilhos, rejunte e alvenaria são revestidos de metal duro ou diamante e permitem que o usuário limpe o rejunte entre ladrilhos ou faça trabalhos de alvenaria leve.
Acessórios de lixamento padrão permitem ao usuário lixar superfícies planas e acessórios especiais, como o kit de lixamento de perfil, permitem que seja feito um trabalho detalhado de lixamento de perfil.
O polimento é possível com a ajuda de acessórios de almofada de polimento que estão se tornando mais populares.
O anexo do mandril em todas as máquinas variou bastante desde que essas máquinas iniciaram a produção, com muitas máquinas usando uma configuração de mandril proprietária. Muitas empresas blade de pós-mercado criaram acessórios de mandril universais que são compatíveis com a maioria, mas não todas, máquinas multicortadoras oscilantes.

A interface Starlock foi lançada pelo fabricante de ferramentas Robert Bosch GmbH e Fein. A interface é compatível com vários outros fabricantes. 